# ربيع الحب (فلم)
ربيع الحب  فيلم رومانسي غنائي مصري للمخرج إبراهيم عمارة عام 1956 كتب القصة والسيناريو والحوار الممثل والمؤلف محمد مصطفى سامي. الفيلم من بطولة شادية وكمال حسني في ظهوره الأول والأخير على شاشة السينما، شارك في البطولة شكري سرحان، عبد السلام النابلسي، حسين رياض، وزوزو نبيل  وتدور الأحداث حول جلال، عاشق الموسيقى والغناء، وابنة عمه آمال والحب الذي جمع بينهما رغم الصعاب ورفض الأهل.
صدر الفيلم إلى دور العرض المصرية في 24 سبتمبر 1956.
العرض الأول: في دار سينما ميامي بوسط القاهرة.
منح موقع قاعدة بيانات الأفلام على الإنترنت (IMDB) الفيلم درجة 6.3/ 10.
منح موقع قاعدة بيانات الأفلام العربية «السينما.كوم» الفيلم درجة 6.6/ 10.

## طاقم التمثيل
شادية: في دور آمال حسين علام
كمال حسني: في دور جلال حسني علام
شكري سرحان: في دور كمال حسني علام
عبد السلام النابلسي: في دور لبيب جمعة (صاحب محل إصلاح الآلات الموسيقية)
حسين رياض: في دور حسين علام (الدبلوماسي والد آمال)
زوزو نبيل: في دور نبيلة (الممثلة زوجة حسين علام)
أحمد شوقي: في دور مراقب الاختبار
محمد سليمان: في دور منصور السفرجي
نيللي مظلوم: في دور راقصة
هيرمين: في دور راقصة
بالاشتراك مع: محمد شوقي – محمد سلمان – منير الفنجري – فتحية عبد الغني – ميمي أحمد – صلاح عبد الحميد – عجمي عبد الرحمن

## أغاني الفيلم
ماكانش وقته: كلمات: محمد علي أحمد – ألحان: منير مراد – غناء: شادية
لو سلمتك قلبي: كلمات: محمد علي أحمد – ألحان: منير مراد – غناء: شادية، كمال حسني
أنا هنا والقلب هناك: كلمات: فتحي قورة – ألحان: فريد الأطرش – غناء: كمال حسني
غالي عليه: كلمات: محمد علي أحمد – ألحان: محمد الموجي – غناء: كمال حسني
فين أنت غايب عني: كلمات: مصطفى عبد الرحمن – ألحان: إبراهيم حسين – غناء: كمال حسني
اهدى له الموسيقار فريد الاطرش لحن «انا هنا والقلب هناك»، «فين أنت غايب عني».

## أحداث الفيلم
يعيش الدبلوماسي الدكتور حسين علام (حسين رياض) مع زوجته الممثلة الناشئة نبيلة (زوزو نبيل)، وعندما يتم تعيينه سفيرا، يطالب زوجته بالاعتزال وترفض. يطلق حسين زوجته ويأخذ إبنته الرضيعة آمال ويبلغ نبيلة أن الطفلة قد ماتت. يختلف حسين علام مع شقيقه حسني علام الذي أضاع ميراثه وجاء يطلب من شقيقه العون لرعاية ولديه جلال وكمال، ولكن حسين يرفض ويقاطعه. يسافر حسين علام للخارج، ويمكث عشرين عاما، ثم يعود ومعه ابنته آمال (شادية) ويلتقي بأبناء أخيه كمال (شكري سرحان) بالسنة النهائية بكلية الحقوق، وجلال (كمال حسني) الراسب بالسنة الأولى بكلية الحقوق، وذلك لاهتمامه البالغ بالموسيقى حتى لقب بمطرب الجامعة. يعمد حسين علام لإصلاح خطئه مع أخيه، ويقوم بإستضافة كمال وجلال في بيته ويحرص على رعايتهم وتعويضهم عن أيام الفقر. تسعد آمال وتشعر بعاطفة لجلال وخصوصا أنها تهوى الموسيقى والعزف على البيانو مثله. تذهب آمال مع جلال لمشاهدة معالم القاهرة التي تراها لأول مرة بعد عودتها من الخارج. يندفع جلال في حبه لآمال، ويهمل دراسته، ويعترض عمه على إهماله، لكن جلال يوعده بالاجتهاد. يعترف جلال بحبه لآمال وعندما يعرف عمه بحبهم يعده بأن يزوجه ابنته إذا انهى دراسته بنجاح. يخفق جلال في اختبارات الجامعة ويترك البيت قبل أن يطرده عمه. يلجأ جلال لصديقه لبيب جمعة (عبد السلام النابلسي) صاحب محل إصلاح الآلات الموسيقية، الذي يسانده ويرعاه. يمرض جلال ويطول مرضه، وتزداد المصاريف على لبيب.
تجتهد نبيلة وتكافح لتصبح ممثلة شهيره، وتجمع ثروة طائلة، ثم تعتزل وتتجه لخدمة الفنانين الصاعدين، ويلجأ لبيب إلى نبيلة هانم ويطلب مساعدتها، فراحت تشرف على علاج جلال في بيتها حتى استرد عافيته. ثم دعته إلى حفل تقيمه سنويا لتسمع غنائه، ثم تبنته فنيا وإنسانيا، فقال لها «ماما»، فاحتضنته ورآهم أخيه كمال فظنها عشيقته. يظهر جلال على مسرح الأوبرا وتحضر آمال الحفلة ولكن كمال يخبرها أن نبيلة هي عشيقته. يخطب كمال ابنة عمه آمال، ولكن عندما يغني جلال تشعر آمال بحبها يظهر من جديد، ويعلم كمال بحبها لأخيه. لا يحتمل جلال الموقف ويمرض، وتعلم نبيله بقصته وعندما يأتي على ذكر عمه حسين علام تكتشف نبيلة كل شيء. تذهب نبيلة إلى حسين لتعاتبه، وتكتشف أن ابنتها الصغيرة آمال مازالت على قيد الحياة وأنها هي آمال ابنة عم جلال، وتطلب من حسين إصلاح خطئه بزواج آمال إبنتها من ابن أخيه جلال.

## استقبال الفيلم
كتب محمود قاسم على موقع الشروق في 24 سبتمبر 2021: "في عام 1955 قام المخرج إبراهيم عمارة بعمل فيلمين، عبارة عن نسخة واحدة طبق الأصل أراد بهما الاستفادة من ظهور مطربين جديدين متشابهين إلى حد كبير في الصوت والأداء والموهبة، الفيلم الأول هو "لحن الوفاء" والفيلم الثانى هو ربيع الحب، والفيلمان اشترك في البطولة الرئيسية هما: كل من شادية أمام عبدالحليم حافظ، ثم أمام كمال حسني"، يتابع الكاتب: "بكل جرأة أقدم إبراهيم عمارة على هذه المغامرة، وبكل سذاجة وتقرب شاهد الناس الفيلمين وانشغل فيما بعد بمعركة صغيرة للغاية كان مفادها مجموعة من المكائد ابعدت كمال حسنى عن الغناء وعاد إلى وظيفته في أحد البنوك وقد قادتني المصادفة لمقابلة كمال حسنى بعد سنوات طويلة من الاعتزال والعودة، رأيته رجلا تجاوز الستين بالغ الأناقة لا يخفى شعره الأبيض ويقول لى كويس قوى أنك قرأت الفيلمين من وجهة النظر هذه ولكن أنا لن أتكلم عن أشياء جاهدت كثيرا أن أنساها. ملحوظة نفس الكلام حكاه لى ذات يوم محمد رشدى وهو يحدثنى بالتفاصيل عن محاولات عبد الحليم حافظ للقيام بالغناء بعض الأغنيات التي خصصت له وعلى رأس موال أدهم الشرقاوى 1964 تاريخ موجود في ذاكرة البعض فقط.
كتب موقع "زمان بوست" في 29 نوفمبر 2021: "في مذكرات موسى صبري أشار فيها إلى مدى خوف عبد الحليم حافظ من مطرب شبيه له وهو الفنان كمال حسني. فبعد ظهور العندليب بأغنية "توبة" استطاع "كمال" أن يغني أيضاً الأغنية ذاتها في ركن الهواة بالإذاعة المصرية ومن شدة التشابه بين صوت عبد الحليم وكمال حسني لم يستطع المستمعون أن يميزوا بين الصوتين"، ويتابع الموقع قائلاً: "علق حينها كل كتاب مصر على الصوت الجديد فكتب عنه محمد حسنين هيكل في يومياته في أخبار اليوم ليصبح بين يوم وليلة الفنان كمال حسني حديث مصر في كل الأرجاء. وتعاقدت معه المنتجة ماري كويني علي أن يقوم ببطولة ثلاثة أفلام من إنتاجها، كما أتفق معه أحمد والي مدير الأستديو علي أن يقوم ببطولة ثلاثة أفلام أخري، ولكن لم يمثل غير فيلم واحد فقط، وهو فيلم «ربيع الحب»، وأضاف الموقع: "أشار موسى صبري أيضا في مذكراته إلى أن المطرب محمد فوزي كان يمتلك شركة أسطوانات وكان موسى صبري مع كمال حسني أثناء التسجيل، وحضر عبد الحليم فجأة وبرغم القلق الظاهر في هيئته إلا أنه هنأ كمال حسني على صوته."
قال المؤرخ الفني وجيه ندى: «بعد أن أذيعت الأغنية أكثر من مرة قرر المذيع أن يقوم بتركيب الأغنية، بمعنى أن يقوم بوضع جزء من أغنية» توبة«بصوت عبد الحليم حافظ ثم جزء بصوت كمال حسني، ثم طلب من المستمعين التفريق بين الصوتين، وكان الناس عاجزين تماما عن التمييز بينهما. واعتقد كمال حسنى أن هذا سيعجب عبد الحليم حافظ»، وتابع المؤرخ: «جاءت حملة إعلامية كبيرة قادها موسى صبري وكانت بداية تعكير الجو بين كمال حسني وبين عبد الحليم حافظ وحاول موسى صبري أن يقول لحليم إن كمال يستطيع أن يهز عرشه بل ويسقطه من فوقه.» وعن تصوير فيلم ربيع الحب كتب: «كان التصوير والارتباك أمام شادية وبدأ بروفات التمثيل مع آمال فريد ثم قررت ماري بعدها بدء التصوير، لكنها قالت لكمال حسنى» أنت تحتاج إلى بطلة قوية تسندك" وكانت هذه البطلة هي شادية، سمع المطرب اسم شادية وأصيب بالخوف والقلق، فقد كانت نجمة تملأ السمع والبصر سواء بتمثيلها أم غنائها. وبدأ تصوير أول فيلم له بعنوان "ربيع الحب«وكان أول مشهد في الفيلم لكمال حسنى مع شادية في أغنية» لو سلمتك قلبي واديتلك مفتاحه". أضاف المؤرخ: "بعد تصوير الفيلم جاء حفل الافتتاح وحضر الجميع وأخذته ماري كويني لحفل الافتتاح في الإسكندرية وبعد ذلك في سوريا أيضا، وبدأ الصحفى موسى صبري حملة بمقالات تحت عنوان «المطرب القادم الذي سوف يتربع على قمة الغناء.»
كتب أشرف غريب على موقع «المدن» في 26 يونية 2022: «الملحن محمود الشريف قرر أن يتبنی کمال حسني، ولكن كمال الطويل رفض مراعاة لمشاعر عبد الحليم حافظ الذي تصور في ذلك الوقت ان كمال حسني سيقضي عليه»، ويتابع الكاتب قائلاً: «لحن له الموجي ومحمود الشريف ومنير مراد، ثم تهرّب الموجي بعد أن كان متحمسا مراعاة أيضا لصديقه عبد الحليم، حتى عبد الوهاب هاجم كمال حسني دون أن يراه أو يسمعه»، ويشير الكاتب إلى فيلم «ربيع الحب» ويقول على لسان الصحفي موسى صبري: «ظهر الفيلم، ولم يلق نجاحا كبيرا لكنه لم يسقط، وكنت مع كمال حسني في كل خطواته لكن المؤامرات حيكت ضده من كل أصدقاء عبد الحليم، ثمّ سافرت أنا إلى أميركا حيث أمضيت أربعة أشهر خارج مصر، وعدت لأجد أن كمال حسني لم يستطع أن ينتصر على قوى الحرب، كلهم كانوا يتعاملون مع عبد الحليم حافظ، وكلهم تراجعوا بعد أن تحمسوا.. ومات الصوت الجديد الذي هز قلوب مصر فعلاً.»
كتب عبد الله المدني على موقع صحيفة البيان في 27 يناير 2022: «في أواخر الستينات اقتنع حسني بأن الوسط الفني مشحون بالخداع والكذب والحقد والنميمة والتآمر، فقرر أن يبتعد عنه تماماً، مضحياً بكل ما حققه من شهرة. وعلى إثر ذلك عاد إلى وظيفته المصرفية، لكن حالته النفسية ظلت تسوء وهو ما دفعه إلى ترك مصر كلها والهجرة إلى بريطانيا للاستقرار ومزاولة العمل التجاري هناك. وحتى بعد رحيل عبد الحليم حافظ وخلو الساحة له، لم يفكر بالعودة إلى الغناء، لكنه عاد إلى وطنه في أواخر التسعينات ليموت فوق ترابه في أبريل 2005.»

## وصلات خارجية
- مقالات تستعمل روابط فنية بلا صلة مع ويكي بيانات
- ربيع الحب على موقع الدهليز

https://www.csfd.cz/film/381461-rabi-el-hub/hraji/ ربيع الحب
https://www.youtube.com/watch?v=Yr7SYiRiFRk ربيع الحب
https://www.youtube.com/watch?v=25Jf8LVtTG0 ربيع الحب
https://www.youtube.com/watch?v=-laQ58LpD80 ربيع الحب
https://www.youtube.com/watch?v=c9QOFdJZ4pY ربيع الحب
https://www.youtube.com/watch?v=F8EnCLCYuiw ربيع الحب